# Wargulszańskie Góry
Wargulszańskie Góry (1035 m) – szczyt w Beskidzie Sądeckim, w Paśmie Jaworzyny.
Szczyt należy do listy szczytów wymaganych do uzyskania odznaki PTTK Korona Beskidu Sądeckiego oraz odznaki Klubu Zdobywców Koron Górskich RP (KZKG RP) o nazwie Zdobywca Korony Beskidu Sądeckiego

## Szlaki turystyczne
z Łomnicy-Zdroju przez Parchowatkę, Łaziska i Wargulszańskie Góry na Halę Łabowską.